# Amartya Sen
Amartya Kumar Sen (n. 3 noiembrie 1933, Santiniketan⁠(d), India Britanică, India) este un economist indian, laureat al Premiului Nobel pentru Economie (1998). Este profesor de științe economice la Harvard University din Cambridge, stat Massachusetts din Statele Unite ale Americii.
Unele din temele esențiale de cercetare ale lui Amartya Sen sunt sărăcia și economia asistenței sociale. Amartya Sen a primit Premiul Nobel pentru activitatea sa cu privire la bunăstarea economiei, teoria de dezvoltare economică și a nivelului de trai.
Importante au fost de asemenea și contribuțiile sale la interdependența libertății economice, șansa siguranței socială, libertatea politică (democrație) în legatura cu reducerea sărăciei și la teoria de decizii colective.
La propunerile lui Sens, se orientează proiectul Human Development Index („Indicele dezvoltării umane”), pe care „Programul Natiunilor Unite pentru Dezvoltare” îl actualizează periodic din anul 1990.

## Biografie
Amartya Sen vine dintr-o familie educată și bine situată. Tatăl său a fost profesor de chimie la Universitatea din Dhaka. Astfel, el a fost marcat deja din primii ani de viață de diverse universități unde el și familia lui au trăit: I was born in a University campus and seem to have lived all my life in one campus or another („M-am născut într-un campus universitar, și mi-se pare că mi-am trăit viața într-un campus sau un altul”).
În afară de faptele neliniște din India a anilori 1940, există două mari confruntări cu nedreptate socială, care l-au influențat și l-au determinat în tinerețe să se interesze de economie, etică și filozofia politică:
- Prima dintre ele a avut loc în anul 1941, Amartya Sen avea opt ani, când muncitorul musulman Kader Mia a fost înjunghiat, pe stradă, din spate de către un extremist hinduist. Mia fugise în casa familiei Sen, după care tatăl lui Amartya l-a dus imediat în cel mai apropiat spital. În spital, Kader Mia a murit. Această experiență l-a făcut pe Amartya Sen, să vadă cât de strâns sunt nedreptățile sociale și lipsa de libertate.
- Cea de-a doua experiență, a fost foametea Bengalilor în anul 1943. Deși din cauza acestei foamete au murit aproximativ 3 – 5 milioane de oameni, Amartya Sen nu a văzut astfel de situație în preajma lui, pentru că, aceasta afectase numai pe acei din straturile societății sărace.

### Studiu
După terminarea școlii primare, Sen a studiat Științe economice la Presidency College în Calcutta, unde a obținut în anul 1953 diploma „Bachelor”. După aceea Amartya Sen a coninuat studiul de economie în Cambridge, unde printre altele obține  în anul 1954 Premiul–Adam Smith al Universității, și de asemenea obtine un premiu care i-a permis să studieze o perioadă de patru ani, un studiu la alegere. Deoarece filosofia și economia, după părerea lui, se aseamănă pe mai multe nivele, el s-a decis pentru primul studiu. Diploma de Bachelor în Științe economice a obținut în anul 1955 iar acea de Master în anul 1959.

### Activitate
Amartya Sen a predat în anii 60 la Massachusetts Institute of Technology, în Stanford, Berkeley și la Universitatea Harvard că profesor invitat. La Universitatea din Delhi și Delhi School of Economics, Sen a predat științe economice între anii 1963 - 1971, dupa care el a predat la London School of Economics and Political Science.
Din anul 1977 a predat la Oxford, științe economie și economie politică, unde a publicat și una din primele cărți: Collective Choice and Social Welfare, care i-a oferit un renume pe plan mondial.
Din anul 1988, Amartya Sen s-a mutat la Universitatea Harvard unde a predat timp de zece ani filozofie și economie.
Între anii 1998-2004 a deținut funcția de șef al Trinity College din Cambridge, după care a revenit la Universitatea Harvard.
Sen este „Fellow” al Academiei Britanice, membru al American Philosophical Society și  sfătuitor voluntar al organizației Oxfam.
De la începutul anului 2008, Amartya Sen împreună cu economistul Joseph Stiglitz, direcționează în numele președintelui francez Nicolas Sarkozy, Comisia inovatoare pentru denumirea creșterii calității economice (Indicator de prosperitate).